# Copiapoa

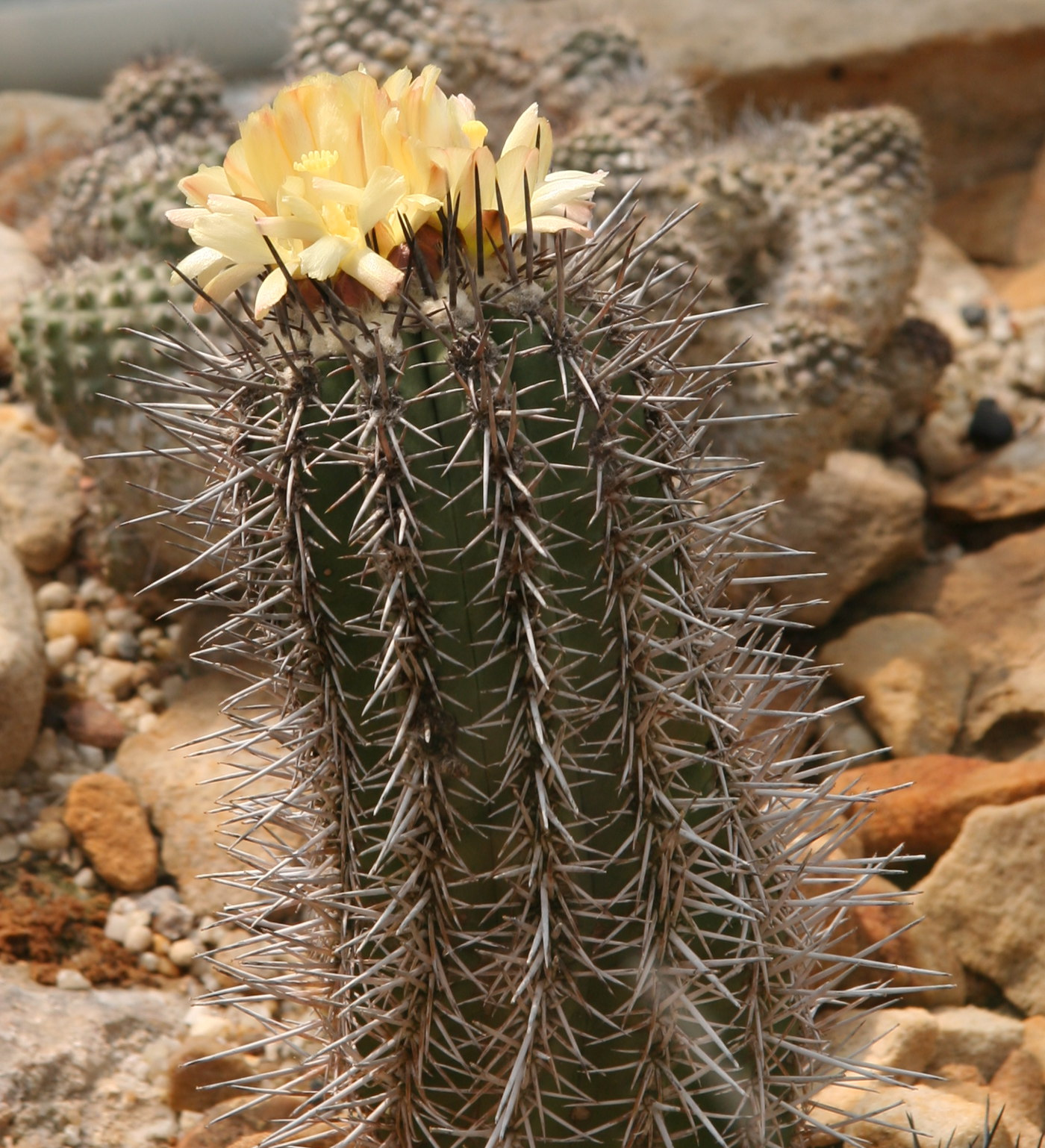
Copiapoa marginata

Copiapoa Britton & Rose – rodzaj sukulentów z rodziny kaktusowatych występujący w Chile. Rodzaj liczy 24 gatunki
. Gatunkiem typowym jest Copiapoa marginata  (Salm-Dyck) Britton & Rose.

## Systematyka
Pozycja systematyczna według APweb (aktualizowany system APG III z 2009)
Należy do rodziny kaktusowatych (Cactaceae) Juss., która jest jednym z kladów w obrębie rzędu goździkowców (Caryophyllales)  i klasy roślin okrytonasiennych. W obrębie kaktusowatych należy do plemienia Notocacteae, podrodziny Cactoideae.
Pozycja w systemie Reveala (1993-1999)
Gromada okrytonasienne (Magnoliophyta Cronquist), podgromada Magnoliophytina Frohne & U. Jensen ex Reveal, klasa Rosopsida Batsch, podklasa goździkowe (Caryophyllidae Takht.), nadrząd  Caryophyllanae Takht.,  rząd goździkowce (Caryophyllales Perleb), podrząd Cactineae Bessey in C.K. Adams, rodzina kaktusowate (Cactaceae Juss.), rodzaj Copiapoa Britton & Rose. 
Gatunki
- Copiapoa ahremephiana N.P.Taylor & G.J.Charles
- Copiapoa alticostata F.Ritter
- Copiapoa angustiflora Helmut Walter, G.J.Charles & Mächler
- Copiapoa aphanes Mächler & Helmut Walter
- Copiapoa calderana F.Ritter
- Copiapoa cinerascens (Salm-Dyck) Britton & Rose
- Copiapoa cinerea (Phil.) Britton & Rose
- Copiapoa coquimbana (Karw. ex Rüpler) Britton & Rose
- Copiapoa dealbata F.Ritter
- Copiapoa decorticans N.P.Taylor & G.J.Charles
- Copiapoa echinoides (Lem. ex Salm-Dyck) Britton & Rose
- Copiapoa fiedleriana (K.Schum.) Backeb.
- Copiapoa humilis (Phil.) Hutchison
- Copiapoa hypogaea F.Ritter
- Copiapoa krainziana F.Ritter
- Copiapoa leonensis I.Schaub & Keim
- Copiapoa longistaminea F.Ritter
- Copiapoa marginata (Salm-Dyck) Britton & Rose
- Copiapoa megarhiza Britton & Rose
- Copiapoa montana F.Ritter
- Copiapoa pendulina F.Ritter
- Copiapoa rupestris F.Ritter
- Copiapoa × scopa Doweld
- Copiapoa serpentisulcata F.Ritter
- Copiapoa solaris (F.Ritter) F.Ritter